# Орловское (сельское поселение, Удмуртия)
Орловское — упразднённое муниципальное образование со статусом сельского поселения в Сюмсинском районе Удмуртии Российской Федерации.
Административный центр — село Орловское.

## История
Статус и границы сельского поселения установлены Законом Удмуртской Республики от 15 ноября 2004 года № 61-РЗ «Об установлении границ муниципальных образований и наделении соответствующим статусом муниципальных образований на территории Сюмсинского района Удмуртской Республики».
К 18 апреля 2021 года было упразднено в связи с преобразованием района в муниципальный округ.

## Население
| 2010 | 2012 | 2013 | 2014 | 2015 | 2016 | 2017 |
| ---- | ---- | ---- | ---- | ---- | ---- | ---- |
| 968  | ↘944 | ↘935 | ↘887 | ↘864 | ↘827 | ↘804 |
| 2018 | 2019 | 2020 |      |      |      |      |
| ↘793 | ↘768 | ↘734 |      |      |      |      |

## Состав сельского поселения
| № | Населённый пункт      | Тип населённого пункта       | Население |
| - | --------------------- | ---------------------------- | --------- |
| 1 | Бадзимлуд             | деревня                      | ↘12       |
| 2 | Зон                   | село                         | ↘199      |
| 3 | Нерцы                 | деревня                      | ↘5        |
| 4 | Орлово                | деревня                      | →0        |
| 5 | Орловское             | село, административный центр | ↘721      |
| 6 | Харламовская Пристань | деревня                      | ↗7        |